# Kim Jin-kyu (Fußballspieler, 1985)
Kim Jin-kyu (* 16. Februar 1985 in Andong) ist ein ehemaliger südkoreanischer Fußballspieler.

## Karriere

### Verein
Nach seiner Schulzeit ging Kim sofort in die K-League zu den Chunnam Dragons, wo er sich in zwei Erstligajahren einen Namen als Innenverteidiger und erfolgreicher Distanzschütze machte. So bekam er schon mit 20 Jahren die Gelegenheit zum Wechsel nach Japan und er schloss sich Júbilo Iwata an. Nach zwei Jahren kehrte er zu den Dragons zurück, wechselte aber schon im Laufe des Jahres 2007 zum FC Seoul. Im Jahr 2010 gewann er mit seiner Mannschaft die südkoreanische Meisterschaft. Anfang 2011 wechselte er zu Dalian Haichang nach China, schloss sich nach einem halben Jahr aber schon dem japanischen Erstligisten Ventforet Kofu an. Dort konnte er sich nicht durchsetzen und kehrte Anfang 2012 zum FC Seoul zurück, wo er im Jahr 2012 erneut die Meisterschaft gewinnen konnte. Im Jahr 2016 zog es ihn nach Thailand. Nach zwei weiteren Stationen beendete er Ende 2017 seine Laufbahn.

### Nationalmannschaft
Auch als Juniorennationalspieler qualifizierte sich Kim Jin-kyu mit seiner Leistung schon sehr früh. 2003 und 2005 spielte er für Südkorea bei den jeweiligen Jugendweltmeisterschaften und 2004 hatte er bereits seinen ersten Einsatz für die A-Nationalmannschaft. Beim Asien-Pokal und bei der Qualifikation zur Fußball-Weltmeisterschaft 2006 in Deutschland gehörte er zum Team und stand im WM-Aufgebot Südkoreas. In zwei der drei Auftritte seines Landes in dem Turnier wurde er auch eingesetzt.